# Heather
Heather là một đĩa đơn của nam ca sĩ kiêm sáng tác nhạc người Mỹ Conan Gray nằm trong album đầu tay Kid Krow. Ca khúc được ra mắt dưới dạng đĩa đơn và video âm nhạc vào ngày 4 tháng 9 năm 2020 và nhanh chóng nhận được sự chú ý lớn đến từ khán giả, đem lại nhiều thành tích nổi bật cho Conan Gray. Heather được chính Conan sáng tác và sản xuất bởi Dan Nigro - nhà sản xuất cho album của anh và của nhiều nghệ sĩ nổi tiếng như Olivia Rodrigo,...
Ca khúc đã ngày càng được chia sẻ rộng rãi trên nền tảng Tik Tok cũng như góp phần khởi tạo nên một từ lóng mới trong cộng đồng giới trẻ mang tên Heather với ý nghĩa là một cô gái xinh đẹp mà ai ai cũng ngưỡng mộ . Đây cũng là đĩa đơn thành công nhất của Gray khi đã debut tại vị trí 61 và thăng tiến đến hạng 46 của bảng xếp hạng Billboard Hot 100  cũng như tiến vào các bảng xếp hạng của nhiều quốc gia như Anh, Canada, New Zealand và Hà Lan.

## Bối cảnh ra mắt
Ban đầu, Heather chỉ được ra mắt như một track thông thường trong album Kid Krow vào tháng 3 năm 2020. Vào ngày 19 tháng 8, Conan Gray đã thông báo về việc ra mắt video âm nhạc của ca khúc lên kênh YouTube của mình ngay hôm sau, khiến Heather trở thành đĩa đơn thứ 6 và cũng là đĩa đơn cuối cùng của album.

## Đánh giá chuyên môn
Bài hát đã nhận được sự hoan nghênh và khen ngợi tích cực từ các nhà phê bình, ca ngợi trong khâu sáng tác, sản xuất và giọng hát tinh tế, đầy sắc sảo của Conan Gray.

## Video âm nhạc
Vào ngày 19 tháng 8 năm 2020, Conan Gray đã ra mắt teaser cho video âm nhạc tiếp theo sẽ được lên sóng vào ngày hôm sau. Video ca nhạc đã chính thức được công chiếu trên nền tảng YouTube vào ngày 20 tháng 8. Trong MV được thực hiện dưới sự chỉ đạo của chính Conan và đạo diễn Dillon Matthew, Gray đã thể hiện khát khao trở thành một "Heather" (gương mặt được nhiều người mến mộ) khi nhìn thấy một cô gái đang quyến rũ và thu hút người mình yêu. Các nhà đánh giá đã miêu tả về MV như một bức tranh hình ảnh đầy chân thật của Conan khi cậu luôn xuất hiện với những hình ảnh mang ranh giới giữa tiêu chuẩn của sự nữ tính và nam tính.

## Thành tích trên các bảng xếp hạng
| Chart (2020)                           | Peak position |
| -------------------------------------- | ------------- |
| Úc (ARIA)                              | 13            |
| Bỉ (Ultratip Flanders)                 | 2             |
| Bỉ (Ultratip Wallonia)                 | 28            |
| Canada (Canadian Hot 100)              | 26            |
| Cộng hòa Séc (Singles Digitál Top 100) | 43            |
| Phần Lan (Suomen virallinen lista)     | 13            |
| Global 200 (Billboard)                 | 20            |
| Hungary (Stream Top 40)                | 31            |
| Iceland (Plötutíðindi)                 | 26            |
| Ireland (IRMA)                         | 12            |
| Lithuania (AGATA)                      | 26            |
| Malaysia (RIM)                         | 2             |
| Hà Lan (Single Top 100)                | 48            |
| New Zealand (Recorded Music NZ)        | 13            |
| Na Uy (VG-lista)                       | 21            |
| Bồ Đào Nha (AFP)                       | 28            |
| Scotland (OCC)                         | 55            |
| Singapore (RIAS)                       | 2             |
| Slovakia (Singles Digitál Top 100)     | 48            |
| Thụy Điển (Sverigetopplistan)          | 41            |
| Thụy Sĩ (Schweizer Hitparade)          | 79            |
| Anh Quốc (OCC)                         | 17            |
| Hoa Kỳ Billboard Hot 100               | 46            |
| Hoa Kỳ Adult Pop Airplay (Billboard)   | 29            |
| Hoa Kỳ Pop Airplay (Billboard)         | 30            |
| US Rolling Stone Top 100               | 20            |

## Chứng nhận doanh số
| Quốc gia                                                    | Chứng nhận  | Số đơn vị/doanh số chứng nhận |
| ----------------------------------------------------------- | ----------- | ----------------------------- |
| Canada (Music Canada)                                       | 2× Platinum | 160.000‡                      |
| New Zealand (RMNZ)                                          | Gold        | 15.000‡                       |
| Ba Lan (ZPAV)                                               | Gold        | 10.000‡                       |
| Bồ Đào Nha (AFP)                                            | Gold        | 5.000‡                        |
| Hoa Kỳ (RIAA)                                               | 2× Platinum | 2.000.000‡                    |
| ‡ Chứng nhận dựa theo doanh số tiêu thụ và phát trực tuyến. |             |                               |

## Lịch sử ra mắt
| Khu vực        | Ngày             | Định dạng(s)               | Hãng đĩa       | Tham khảo |
| -------------- | ---------------- | -------------------------- | -------------- | --------- |
| Toàn cầu       | 20 tháng 3, 2020 | Digital download streaming | Republic       |           |
| Vương quốc Anh | 4 tháng 9, 2020  | Contemporary hit radio     | Island Records | [ 40 ]    |
| Italia         | 25 tháng 9, 2020 | Contemporary hit radio     | Island Records | [ 41 ]    |